# Lipowce
Lipowce (ukr. Липівці) – wieś na Ukrainie w rejonie lwowskim (wcześniej w rejonie przemyślańskim) należącym do obwodu lwowskiego, nad Gniłą Lipą.

## Położenie
Na podstawie Słownika geograficznego Królestwa Polskiego i innych krajów słowiańskich: Lipowce to wieś w powiecie przemyślańskim, 8 km na północny wschód od urzędu pocztowego w Przemyślanach.

## Historia
Miejscowość na prawie ruskim po raz pierwszy wzmiankowano w 1442 jako Lypowyecz.
W 1872 osiedlili się tutaj koloniści mennoniccy.
Na południowy wschód od wsi istniała wówczas też miejscowość Majdan Lipowiecki, stanowiąca osobną gminę, w większości zamieszkałą przez rzymskokatolickich Polaków.
W 1921 gmina Lipowce liczyła 292 zagrody i 1589 mieszkańców, w tym 1221 Ukraińców, 307 Polaków i 58 Żydów, natomiast gmina Majdan Lipowiecki liczyła 123 zagrody i 662 mieszkańców (samych Polaków, w tym 110 grekokatolików). W 1931 w Lipowcu zagród było 375 a mieszkańców 1902 a w Majdanie zagród było 160 a mieszkańców 753.
W 1944 jedenaście osób narodowości polskiej w Lipowcu a 40 w Majdanie zamordowali nacjonaliści ukraińscy. Po wojnie zniszczoną wieś Majdan Lipowiecki włączono do Lipowiec.

## Dwór
- parterowy dwór wybudowany pod koniec XVIII w. Obiekt otaczał park krajobrazowy[4].